# Tazi Habiba
Habiba Tazi (en arabe : حبيبة التازي ; née le 13 septembre 1979 à Rabat) est une militante marocaine des droits des animaux, et elle est la présidente d'une l'association de défense et la protection des animaux domestiques et sauvages.

## Biographie
Habiba est née le 13 septembre 1979, dans une famille musulmane à Rabat, de parents marocains et grandit dans un quartier populaire à Diour Jamaa. Elle passe toute sa jeunesse au Maroc. À 18 ans, elle suit ses études au lycée Descartes de Rabat[réf. souhaitée]
En 2004, elle fondé une association à but non lucratif appelée L'Association de défense des animaux et de la nature (ADAN), avec son frère Ahmed Tazi, où ensemble ils soignent des centaines de chiens dans le refuge du quartier d'Akari, dans le centre-ville de Rabat.
En 2014, elle devient présidente de l'Association marocaine de défense et la protection des animaux domestiques et sauvages,.
Tazi, passant toute la journée au service de ces animaux a transformé sa maison en refuge pour des dizaines de chats, des animaux qu'elle décrit comme ses « enfants ». À 16 ans, Habiba s'occupait d'une vingtaine de chats d'intérieur et errants dans les rues de Rabat.

## Affaire Tazi Habiba
En 2020, Tazi lance une déclaration, confirmée par Lebbar Karima, médecin chef de la division d’hygiène et de salubrité publique de la ville de Rabat, qui informe que « les chiens errants présents dans la ville sont ramassés, puis conduits à (l’ADAN),. »
L'association d'Habiba est parmi les fondations les plus connues au Maroc[non neutre]. Ses vidéos sont en dialecte marocain, et ADAN entretient de bonnes relations avec les autres fondations marocaines, évitant ainsi d'entrer en conflits ou rivalité avec eux, ce qui renforce sa notoriété dans le monde arabe,.

### Famille
Conservatrice, la famille de Habiba ne l'encourageait pas au début à suivre le chemin de création d'association, un domaine encore nouveau au Maroc.